# Kinghorn
Kinghorn är en ort i Storbritannien.   Den ligger i kommunen Fife och riksdelen Skottland, i den centrala delen av landet, 500 km norr om huvudstaden London. Kinghorn ligger 33 meter över havet och antalet invånare är 2 776.
Terrängen runt Kinghorn är huvudsakligen platt, men västerut är den kuperad. Havet är nära Kinghorn åt sydost.  Närmaste större samhälle är Edinburgh, 13,0 km söder om Kinghorn. 